# La vendetta di Bussy D'Ambois
La vendetta di Bussy D'Ambois (The Revenge of Bussy D'Ambois) è una tragedia del poeta, traduttore e drammaturgo inglese George Chapman, stampato per la prima volta nel 1613 e sequel del suo precedente dramma Bussy D'Ambois.

## Trama
Francia, 1588. Clermont D'Amboise decide di vendicare l'omicidio del fratello Bussy, da cui si distingue per l'intelligenza più calcolatrice e per un certo stoicismo. Clermont è alle dipendenze del duca di Guisa, un potente aristocratico, ma la collaborazione tra i due spaventa re Enrico III. I detrattori di D'Ambois vedono la relazione dell'uomo con il duca come una di tipo omoerotico, anche perché Clermont rifiuta di intrattenersi con le donne. Gli intrighi di corte riescono però a porre fine all'amicizia tra i due: il Duca viene assassinato e D'Ambois si suicida per il dolore.
Prima di morire però, Clermont aveva fatto la conoscenza di Tamyra, contessa di Monstoreau e amante di Bussy prima della sua uccisione. La donna incita Clermont a vendicarsi del conte di Montsoreau, assassino di Bussy, ma l'uomo non riesce a portare a termine la propria vendetta a causa della codardia di Monstoreau, che rifiuta di incontrarlo. Soltanto nell'ultimo atto Clermont (spinto dal fantasma del fratello) riesce a convincere Montsurry a incontrarlo sul campo e lo uccide in duello.

## Origini

### Fonti
Nel primo decennio del XVII secolo Chapman compose cinque tragedie ispirati alla recente storia di Francia: La tragedia di Bussy D'Amboise, La vendetta di Bussy D'Ambois, le due parti de La cospirazione e tragedia di Carlo, Duca di Biron e La tragedia di Chabot, ammiraglio di Francia. La vendetta di Bussy D'Ambois fu la penultima tragedia francese di Chapman (seguita da Chabot) e il tragediografo usò come fonte, così come per le due tragedia sul Duca di Biron, A General Inventory of the History of France di Edward Grimeston (1607).

### Composizione e stampa
La vendetta di Bussy D'Ambois fu inserita nel Stationers' Register il 17 aprile 1612 e il testo fu pubblicato in quarto l'anno successivo da Thomas Snodham per il libraio John Helme. Il frontespizio della tragedia afferma che la tragedia è stata portata in scena dalla compagnia dei "Children of the Chapel" (allora noti come Children of the Whitefriars) e si pensa che l'opera sia stata allestita insieme con il suo prequel, Bussy D'Ambois. L'edizione in quarto della tragedia è introdotta da una lettera dedicatoria di Chapman a Thomas Howard, I conte di Berkshire.